# トライソラックス群タンパク質
- トライソラックス群タンパク質
- トライソラクス群タンパク質
- トリソラックス群タンパク質

トライソラックス群タンパク質（英: Trithorax-group protein、略称: TrxG）は、遺伝子発現の維持を主な作用とするタンパク質のグループの1つであり、分子機能に基づいて3つのクラスに分類される。
1. ヒストン修飾TrxGタンパク質
2. クロマチンリモデリングTrxGタンパク質
3. DNA結合TrxGタンパク質

また、これらいずれにも分類されないTrxGタンパク質も存在する。

## 発見
TrxGタンパク質の最初のメンバーであり、その名称の由来となったtrithorax（trx）は、当時サセックス大学のJ.R.S. Whittleの研究室の大学院生であったPhilip Inghamによって1978年ごろに発見された。trxのヒトホモログはKMT2Aである。
ショウジョウバエのTrxGタンパク質のメンバーを下に示す。他の種では異なる名称で呼ばれている場合もある。
| 名称                                                            | シンボル                        |
| --------------------------------------------------------------- | ------------------------------- |
| absent, small or homeotic discs 1                               | ash1                            |
| absent, small or homeotic discs 2                               | ash2                            |
| brahma                                                          | brm                             |
| Brahma associated protein 55kD                                  | Bap55                           |
| Brahma associated protein 60 kD                                 | Bap60                           |
| dalao                                                           | dalao                           |
| domino                                                          | dom                             |
| Enhancer of bithorax                                            | E(bx)                           |
| enhancer of yellow 3                                            | SAYP or e(y)3                   |
| eyelid                                                          | eld or osa                      |
| female sterile (1) homeotic                                     | fs(1)h                          |
| grappa                                                          | gpp                             |
| Imitation SWI                                                   | Iswi                            |
| kismet                                                          | kis                             |
| little imaginal discs                                           | lid                             |
| lola like                                                       | lolal                           |
| modifier of mdg 4                                               | mod(mdg4), E(var)3-93D, or doom |
| moira                                                           | mor                             |
| Nucleosome remodeling factor-38kD                               | Nurf38                          |
| trithorax                                                       | trx                             |
| Trithorax like                                                  | Trl                             |
| Ubiquitously transcribed tetratricopeptide repeat, X chromosome | Utx                             |
| verthandi                                                       | vtd                             |
| zeste                                                           | z                               |

## 機能
TrxGタンパク質は、一般的には他のタンパク質と共に巨大複合体を形成して機能する。TrxGタンパク質によって形成される複合体は、ヒストン修飾複合体とATP依存性クロマチンリモデリング複合体の大きく2つのグループに分けられる。TrxGタンパク質の主要な機能は、ポリコーム群タンパク質（PcG）とともに遺伝子発現を調節することである。一般的に、PcGタンパク質は遺伝子のサイレンシングと関係しているのに対し、TrxGタンパク質は遺伝子の活性化と関係している。TrxGタンパク質は、複合体によって認識されたクロマチン内の特定の部位においてヒストンH3のリジン4番のトリメチル化（H3K4me3）を誘導することで、遺伝子の転写を活性化する。Ash1ドメインはH3K36のメチル化に関与している。またTrxGタンパク質は、H3K27のアセチル化（H3K27ac）を担うアセチルトランスフェラーゼであるCBPとも相互作用する。遺伝子の活性化はヒストンH4のアセチル化によって強化される。TrxGタンパク質の作用は、PcGタンパク質の機能に拮抗するものとして記載されることが多い。遺伝子の調節以外にも、TrxGタンパク質がアポトーシス、がん、ストレス応答など他の過程に関与していることも示唆されている。

## 発生における役割
発生過程においてTrxGタンパク質は、母性因子が枯渇した後で、必要な遺伝子、特にHox遺伝子の活性化を維持する役割を果たしている。この作用は、母性因子によって確立されたエピジェネティックな標識、具体的にはH3K4me3を保存することで行われている。TrxGタンパク質は、初期胚発生時に生じるX染色体の不活性化への関与も示唆されている。TrxGタンパク質の活性が個体発生において全ての細胞で必要であるのか、それとも特定の細胞種の特定の段階でのみ必要であるのかは明らかではない。